# Olympische Jugend-Sommerspiele 2010/Teilnehmer (Neuseeland)
| Gelbes Symbol für Goldmedaillen mit stilisierten Olympischen Ringen | Graues Symbol für Silbermedaillen mit stilisierten Olympischen Ringen | Braundes Symbol für Bronzemedaillen mit stilisierten Olympischen Ringen |
| ------------------------------------------------------------------- | --------------------------------------------------------------------- | ----------------------------------------------------------------------- |
| 1                                                                   | 2                                                                     | 1                                                                       |

Die Jugend-Olympiamannschaft aus Neuseeland für die I. Olympischen Jugend-Sommerspiele vom 14. bis 26. August 2010 in Singapur bestand aus 54 Athleten.

## Athleten nach Sportarten

### Badminton
| Mädchen - Victoria Cheng Einzel: 25. Platz | Jungen - Asher Richardson Einzel: 25. Platz |

### Basketball
Jungen
- James Ashby
- Ben Fraser
- Michael Karena
- Reuben Te Rangi
3 × 3: 14. Platz

### Boxen
Jungen
- Joseph Parker
Superschwergewicht: Silber

### Gewichtheben
Jungen
- Joshua Milne
Leichtgewicht: 9. Platz

### Hockey
Mädchen
- Amy Barry
- Erin Goad
- Rachel McCann
- Elley Miller
- Kayla Wilson
- Georgia Barnett
- Jessica Chisholm
- Michaela Curtis
- Sarah Matthews
- Kate McCaw
- Rhiannon Dennison
- Rose Keddell
- Danielle Sutherland
- Lydia Velzian
- Jamie Bolton
- Samara Dalziel
Bronze

### Judo
Mädchen
- Haley Baxter
Klasse bis 63 kg: 9. Platz
Mixed Silber  (im Team Belgrad)

### Leichtathletik
| Mädchen - Hazel Bowering-Scott 200 m: 13. Platz Staffel Mixed: 4. Platz (im Team Ozeanien) - Anna-Lisa Uttley 300 m: 12. Platz - Jenna Hansen 2000 m Hindernis: 14. Platz - Julia Ratcliffe Hammerwurf: 11. Platz | Jungen - Yarride Rosario 100 m: 21. Platz - Brad Mathas 1000 m: 18. Platz - Mohamed Ali 3000 m: 17. Platz - Joshua Hawkins 110 m Hürden: 12. Platz - Matthew Holcroft 10 km Gehen: DNF - Jacko Gill Kugelstoßen: Silber |

### Radsport
- Sarah McDonald
- Denay Cottam
- Sam Shaw
- Trent Woodcock
Mannschaft: 20. Platz

### Reiten
- Jake Lambert
Springen Einzel: 21. Platz
Springen Mannschaft: Silber  (im Team Australasien)

### Ringen
Mädchen
- Tayla Ford
Freistil bis 60 kg: 7. Platz

### Rudern
| Mädchen - Beatrix Heaphy-Hall - Eve Macfarlane Zweier ohne Steuerfrau: 7. Platz | Jungen - Hayden Cohen Einer: 8. Platz |

### Schießen
Mädchen
- Jenna Mackenzie
Luftgewehr 10 m: 13. Platz

### Schwimmen
| Mädchen - Chloe Francis 100 m Freistil: 23. Platz 200 m Freistil: 6. Platz 400 m Freistil: 10. Platz 100 m Brust: 14. Platz 200 m Lagen: 5. Platz - Renee Stothard 100 m Rücken: 14. Platz 200 m Rücken: 18. Platz 200 m Lagen: 22. Platz | Jungen - Matthew Stanley 100 m Freistil: 31. Platz 200 m Freistil: 5. Platz 400 m Freistil: 7. Platz |

### Segeln
| Mädchen - Elise Beavis Byte CII: 11. Platz | Jungen - Jack Collinson Byte CII: 15. Platz |

### Tischtennis
| Mädchen - Julia Wu Einzel: 29. Platz Mixed: 25. Platz | Jungen - Kevin Wu Einzel: 25. Platz Mixed: 25. Platz |

### Triathlon
| Mädchen - Maddie Dillon Einzel: 8. Platz Staffel Mixed: Silber (im Team Ozeanien 1) | Jungen - Aaron Barclay Einzel: Gold Staffel Mixed: Silber (im Team Ozeanien 1) |